# Andorra la Vella
Andorra la Vella (Frans: Andorre-la-Vieille; Portugees: Andorra-a-Velha; Spaans: Andorra la Vieja) is de hoofdstad van Andorra, gelegen in het midden van de Pyreneeën. Met een inwonertal van 24.678 (schatting 2008) is het tevens de grootste stad van het land. Als centrum voor economie en cultuur vormt ze tevens de belangrijkste parochie van het land.
De stad staat bekend om de belastingvrije winkels. Hierdoor komen veel Fransen en Spanjaarden, maar ook toeristen van andere Europese landen naar deze plek, om bijvoorbeeld goedkoop tabak en alcohol te kunnen kopen.

## Geografie
Omdat de stad in een komvormige vallei is gelegen, kent deze door het grote aantal auto's een aanzienlijke luchtvervuiling. In Andorra la Vella zelf is er geen luchthaven. Verder ligt er in Andorra ook geen vliegveld, waardoor het het grootste land zonder vliegveld ter wereld is.
Naast Andorra la Vella zelf en het gehucht La Comella net ten zuiden van het stadscentrum (samen 20.436 inwoners in 2006) ligt in de parochie nog het dorp Santa Coloma (2944 inw.) en het bijbehorende gehucht La Margineda.

## Demografie
Oorspronkelijke Andorranen, etnische Catalanen, maken slechts een derde (33%) van de populatie uit. De meerderheid van de bevolking is Spaans (43%) (zowel Spaans als Catalaans sprekend). Andere grote groepen minderheden zijn Portugezen (11%) en Fransen (7%).
| Nationaliteit | Populatie (2013) |
| ------------- | ---------------- |
| Spanje        | 6.516            |
| Portugal      | 3.377            |
| Frankrijk     | 664              |
| Marokko       | 246              |
| Filipijnen    | 218              |

## Politiek

### Burgemeesters
Onderstaande tabel toont een overzicht van de vier laatste burgemeesters (cònsols majors) van Andorra la Vella.
| Ambtstermijn | Naam                       | Partij                             |
| ------------ | -------------------------- | ---------------------------------- |
| 1992-1999    | Lluís Viu Torres           | Nieuwe Democratie                  |
| 1999-2003    | Concepció Mora Jordana     | Coalitie voor de Voortuitgang (CP) |
| 2003-2007    | Francesc Xavier Mora Baron | Sociaaldemocratische Partij (PS)   |
| 2007-        | Maria Rosa Ferrer Obiols   | Sociaaldemocratische Partij (PS)   |

### Stedenbanden
Andorra la Vella voert een actief beleid voor het onderhouden van stedenbanden. Andorra la Vella onderhoudt relaties met zustersteden en maakt deel uit van de Unie van Ibero-Amerikaanse hoofdsteden.
Zustersteden
- Sant Pol de Mar (Spanje)
- Valls (Spanje)

Unie van Ibero-Amerikaanse hoofdsteden
- Asuncion (Paraguay)
- Bogota (Colombia)
- Buenos Aires (Argentinië)
- Caracas (Venezuela)
- Guatemala-Stad (Guatemala)
- Havana (Cuba)
- Quito (Ecuador)
- La Paz (Bolivia)
- Lima (Peru)
- Lissabon (Portugal)
- Madrid (Spanje)
- Managua (Nicaragua)
- Manilla (Filipijnen)
- Mexico-Stad (Mexico)
- Montevideo (Uruguay)
- Panama-Stad (Panama)
- Rio de Janeiro (Brazilië)
- San José (Costa Rica)
- San Juan (Puerto Rico)
- San Salvador (El Salvador)
- Santiago (Chili)
- Santo Domingo (Dominicaanse Republiek)
- Tegucigalpa (Honduras)

## Bezienswaardigheden
De oude binnenstad van Andorra la Vella staat bekend om de oude steenstraten en huizen. De centrale Sint-Stefanuskerk (Catalaans: església de Sant Esteve) wordt vaak door gidsen omschreven als een schilderachtig onderdeel van de stad en staat tegenover het stadhuis. De kerk is in de 11e eeuw gebouwd in romaanse stijl. Een paar straten verder ligt het historische parlementsgebouw van Andorra, de Casa de la Vall. Op het pleintje ervoor vinden jaarlijks meerdere culturele evenementen plaats. Het regeringsgebouw ligt aan het Plaça del Poble, op een steenworp van het parlementsgebouw.
Waarschijnlijk is het oudste gebouw van de parochie een andere kerk, de Sint-Columbakerk in Santa Coloma, die uit de 9e eeuw stamt. Daarnaast is Santa Coloma bekend om de eeuwenoude Sint-Vincentiuskerk, die boven het dorp uittorent. Andorra la Vella telt in totaal zes beschermde monumenten, waarvan vier in het centrum, de Sint-Columbakerk te Santa Coloma en de Pont de la Margineda bij La Margineda.

## Vervoer
Er zijn directe, frequente busverbindingen naar Lleida (circa 2u25) en Barcelona (circa 3u15) in Spanje.
Verder zijn er directe busverbindingen met de internationale luchthaven van Barcelona. 

## Sport
In Andorra la Vella bevindt zich het stadion Estadi Comunal d'Andorra la Vella. Dit stadion biedt plaats aan 838 toeschouwers en is daarmee Andorra's op een na grootste stadion, op het Estadi Nacional na.
De stad was kandidaat voor het organiseren van de Olympische Winterspelen in 2010, die uiteindelijk werden toegewezen aan Vancouver.
Andorra la Vella was vier keer etappeplaats in de wielerkoers Ronde van Frankrijk. Daarbij was het twee keer aankomstplaats van een etappe. De Spanjaard Julio Jiménez (1964) en Amerikaan Sepp Kuss (2021) wonnen er een etappe. Daarnaast was Andorra la Vella meermaals opgenomen in het parcours van de Ronde van Spanje, Ronde van Catalonië, Catalaanse Week en Midi Libre.